# Moralia, sive Expositio in Job

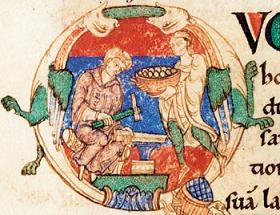
Carta maiúscula de um manuscrito da Moralia em Jó, guardado na Abadia de Saint-Pierre em Préaux, c. Século XI - XII.

Moralia, sive Expositio in Job (às vezes abreviado Moralia in Job) é o título dos comentários de São Gregório, o Grande, sobre o livro bíblico de Jó. É também chamada de Magna Moralia, embora não deva ser confundida com a Grande Ética de Aristóteles, conhecida pelo mesmo título. A obra foi escrita entre os anos de 578 e 595, enquanto Gregório estava na corte de Tibério II em Constantinopla, embora tenha sido finalizada em Roma vários anos depois. Esta é uma das principais obras de Gregório e abrange cerca de 35 volumes, constituindo um exame abrangente de questões morais de acordo com a teologia patrística. Esta obra, a mais extensa e importante das escritas por este monge,  é também uma das mais lidas e copiadas durante a Idade Média.  

## Origens
O Papa Bento I ordenou Gregório, juntamente com outros sete monges, como diácono de Roma ( regionarii ) e enviou-o como apocrisário ( apocrisiarius ) a Constantinopla, numa missão renovada por Pelágio II, sucessor de Bento, em 579. De cerca de 579 a 581, ele trabalhou em duas tarefas importantes: na controvérsia monofisita com Eutíquio, o Patriarca de Constantinopla, sobre a natureza dos corpos após a ressurreição, e na redação da Moralia.
Durante sua atuação em Constantinopla, Gregório pregou uma série de sermões sobre o Livro de Jó. Esses sermões foram primeiro anotados e depois transcritos de forma abreviada em tábuas de cera. Mais tarde, esse novo texto foi transcrito em rolos de papiro e as tábuas de cera alisadas para reutilização. Para estes Moralias foram utilizados 35 rolos de papiro (correspondentes a 35 capítulos).
Por volta do ano 583, Gregório foi oferecer a sua Morália a Leandro de Sevilha. Na dedicação da sua obra, Gregório censura-se por ter esperado demasiado tempo para seguir a sua vocação de monge, que sentia possuir há muito tempo. Gregório, porém, só foi realmente monge de 575 a 579, o que não o impediu de viver em Constantinopla de forma quase conventual, na companhia de um bom número de seus irmãos que trouxe de Cælius, para quem primeiro transcreveu o seu trabalho.
Quando Gregório se tornou papa em 590, o texto foi mais uma vez transcrito, desta vez em pergaminho, seis ao todo, escritos em caligrafia uncial.

## Doutrina
São Gregório propõe uma leitura quase literal do Livro de Jó, centrada na graça divina e na mansidão própria do crente em aceitar o bem e o mal de Deus:

"Se aceitarmos bens de Deus, não aceitaremos os males? É um grande conforto em meio à tribulação lembrar, quando a adversidade vem, os dons recebidos de nosso Criador. Se a lembrança consoladora dos dons divinos vier à mente imediatamente, não nos deixaremos curvar pela dor. Por isso, a Escritura diz: No dia feliz não vos esqueçais do infortúnio, no dia infeliz não vos esqueçais da alegria".— Gregorio Magno, Moralia sive Expositio in Job, livro 3, 15-16
Jó é apresentado como um crente fiel, exemplo de fé e abnegação e, por isso, recompensado por Deus.

## Cópias do trabalho

### França
Um dos exemplares mais admirados pelas suas miniaturas são as Moralia da Abadia Cisterciense, caracterizadas pelas suas representações de cenas violentas (guerras, lutas), selvagens (brigas de animais), cenas mais calmas sobre o quotidiano dos monges (colheita, derrubada, etc.) ou mais geral sobre a vida feudal da época. O manuscrito é parcialmente um palimpsesto. Este códice provavelmente foi copiado em Luxeuil, pois está escrito em chamadas minúsculas de Luxeuil. O Luxeuil scriptorium também deu a conhecer outra obra de Gregório, o Comentário sobre Ezequiel, copiado por volta de 650-700. 

### Grã-Bretanha
Há também uma cópia na Biblioteca Britânica do século VIII contendo os livros I a V. Falta o último fólio e termina com as palavras " et singuli tota ". Ele usa uma escrita merovíngia em pergaminho e tem 145 páginas. No século XV o manuscrito pertencia ao mosteiro de Ottobeuren, na Baviera. 

### Espanha
Dos exemplares criados na Península Ibérica, conservam-se os seguintes: 
- 2 do século IX
- 9 do século X
- 3 do século XI
- 3 do século XII
- 2 do século XIII
- 3 do século XIV
- 5 do século XV

Uma das cópias mais antigas datada do ano 914 escrita em escrita visigótica está preservada em Manchester (na Biblioteca da Universidade John Rylands). 
Outro manuscrito é o Moralia in Job de Valeránica, objeto de numerosos estudos e publicações, está datado de 945, é profusamente iluminado e conserva-se na Biblioteca Nacional de Espanha. Foi escrito por Florêncio de Valeranica no mosteiro de San Pedro de Berlangas ( Burgos ). 

## Edições
- Basileia: Nicolaus Kesler, ( 1496 ) [9]
- Patrologia Latina de Migne, volumes 75–76.
- "Library of the Fathers" (4 vols., Oxford, 1844, tradução para o inglês) [10]